# EHF European Cup der Frauen 2025/26
Am EHF European Cup 2025/26 nehmen 57 Handball-Vereinsmannschaften teil, die sich in der vorangegangenen Saison in ihren Heimatländern für den Wettbewerb qualifiziert hatten. Es ist die sechste Austragung des Wettbewerbs.

## Runde 1
Die erste Runde wird nicht ausgetragen.

## Runde 2
An der zweiten Runde nehmen 50 Mannschaften teil.

### Qualifizierte Teams
| - WAT Atzgersdorf - Union Korneuburg - Azeryol HK - Kur - ChK Bjala - OŽRK Krajina Cazin - ŽRK Krivaja Zavidovići - Cyview Developers Latsia Nicosia - atticgo Balonmano Elche - Málaga Costa del Sol - Replasa Beti-Onak - H71 - Anagennisi Artas - AEK Athen - AEP Panorama - PAOK Thessaloniki - ŽRK Split 2010 - UMF Selfoss - Holon Yuvalim HC - Maccabi Arazim Ramat gan - Handball Erice - Jomi Salerno - KHF Ferizaj - KHF Istogu - KHF Samadrexha | - KHF Shqiponja - Cascada HC Garliava SM - HB Dudelange - Handball Käerjeng - HB Red Boys Differdange - ŽRK Kumanovo - ŽRK Metalurg - ŽRK Čair Skopje - Cabooter Fortes Venlo - HV Quintus - Westfriesland SEW - Start Elbląg - KPR Kobierzyce - ABC Braga - ADA de São Pedro do Sul - ŽRK Železničar Inđija - ŽORK Bor - HC DAC Dunajská Streda - HK Slovan Duslo Šaľa - ŽRD Litija - ŽRK Mlinotest Ajdovščina - Yellow Winterthur - Ortahisar BSK - Üsküdar BSK - HK Halytschanka Lwiw |

### Ausgeloste Spiele und Ergebnisse
| Mannschaft 1             | Mannschaft 2                     | Hinspiel                 | Rückspiel                | Gesamt |
| ------------------------ | -------------------------------- | ------------------------ | ------------------------ | ------ |
| Handball Erice           | ŽRK Železničar Inđija            | 27./28.09.2025 --:-- Uhr | 04./05.10.2025 --:-- Uhr | - : -  |
| Handball Erice           | ŽRK Železničar Inđija            | - : - (- : -)            | - : - (- : -)            | - : -  |
| Handball Erice           | ŽRK Železničar Inđija            | - Zuschauer              | - Zuschauer              | - : -  |
| AEP Panorama             | KHF Istogu                       | 27./28.09.2025 --:-- Uhr | 04./05.10.2025 --:-- Uhr | - : -  |
| AEP Panorama             | KHF Istogu                       | - : - (- : -)            | - : - (- : -)            | - : -  |
| AEP Panorama             | KHF Istogu                       | - Zuschauer              | - Zuschauer              | - : -  |
| HB Dudelange             | Málaga Costa del Sol             | 27./28.09.2025 --:-- Uhr | 04./05.10.2025 --:-- Uhr | - : -  |
| HB Dudelange             | Málaga Costa del Sol             | - : - (- : -)            | - : - (- : -)            | - : -  |
| HB Dudelange             | Málaga Costa del Sol             | - Zuschauer              | - Zuschauer              | - : -  |
| H71                      | Cabooter Fortes Venlo            | 27./28.09.2025 --:-- Uhr | 04./05.10.2025 --:-- Uhr | - : -  |
| H71                      | Cabooter Fortes Venlo            | - : - (- : -)            | - : - (- : -)            | - : -  |
| H71                      | Cabooter Fortes Venlo            | - Zuschauer              | - Zuschauer              | - : -  |
| Handball Käerjeng        | Anagennisi Artas                 | 27./28.09.2025 --:-- Uhr | 04./05.10.2025 --:-- Uhr | - : -  |
| Handball Käerjeng        | Anagennisi Artas                 | - : - (- : -)            | - : - (- : -)            | - : -  |
| Handball Käerjeng        | Anagennisi Artas                 | - Zuschauer              | - Zuschauer              | - : -  |
| atticgo Balonmano Elche  | HC DAC Dunajská Streda           | 27./28.09.2025 --:-- Uhr | 04./05.10.2025 --:-- Uhr | - : -  |
| atticgo Balonmano Elche  | HC DAC Dunajská Streda           | - : - (- : -)            | - : - (- : -)            | - : -  |
| atticgo Balonmano Elche  | HC DAC Dunajská Streda           | Zuschauer                | - Zuschauer              | - : -  |
| HV Quintus               | Cyview Developers Latsia Nicosia | 27./28.09.2025 --:-- Uhr | 04./05.10.2025 --:-- Uhr | - : -  |
| HV Quintus               | Cyview Developers Latsia Nicosia | - : - (- : -)            | - : - (- : -)            | - : -  |
| HV Quintus               | Cyview Developers Latsia Nicosia | - Zuschauer              | - Zuschauer              | - : -  |
| Westfriesland SEW        | ABC Braga                        | 27./28.09.2025 --:-- Uhr | 04.10.2025 18:00 Uhr     | - : -  |
| Westfriesland SEW        | ABC Braga                        | - : - (- : -)            | - : - (- : -)            | - : -  |
| Westfriesland SEW        | ABC Braga                        | - Zuschauer              | - Zuschauer              | - : -  |
| ŽRK Metalurg             | HB Red Boys Differdange          | 27./28.09.2025 --:-- Uhr | 04./05.10.2025 --:-- Uhr | - : -  |
| ŽRK Metalurg             | HB Red Boys Differdange          | - : - (- : -)            | - : - (- : -)            | - : -  |
| ŽRK Metalurg             | HB Red Boys Differdange          | - Zuschauer              | - Zuschauer              | - : -  |
| ŽRK Split 2010           | OŽRK Krajina Cazin               | 27./28.09.2025 --:-- Uhr | 04.10.2025 19:00 Uhr     | - : -  |
| ŽRK Split 2010           | OŽRK Krajina Cazin               | - : - (- : -)            | - : - (- : -)            | - : -  |
| ŽRK Split 2010           | OŽRK Krajina Cazin               | - Zuschauer              | - Zuschauer              | - : -  |
| ADA de São Pedro do Sul  | Kur                              | 27./28.09.2025 --:-- Uhr | 04./05.10.2025 --:-- Uhr | - : -  |
| ADA de São Pedro do Sul  | Kur                              | - : - (- : -)            | - : - (- : -)            | - : -  |
| ADA de São Pedro do Sul  | Kur                              | - Zuschauer              | - Zuschauer              | - : -  |
| Start Elbląg             | Ortahisar BSK                    | 27./28.09.2025 --:-- Uhr | 04./05.10.2025 --:-- Uhr | - : -  |
| Start Elbląg             | Ortahisar BSK                    | - : - (- : -)            | - : - (- : -)            | - : -  |
| Start Elbląg             | Ortahisar BSK                    | - Zuschauer              | - Zuschauer              | - : -  |
| ŽRD Litija               | ChK Bjala                        | 27./28.09.2025 --:-- Uhr | 04./05.10.2025 --:-- Uhr | - : -  |
| ŽRD Litija               | ChK Bjala                        | - : - (- : -)            | - : - (- : -)            | - : -  |
| ŽRD Litija               | ChK Bjala                        | - Zuschauer              | - Zuschauer              | - : -  |
| ŽRK Krivaja Zavidovići   | HK Slovan Duslo Šaľa             | 27./28.09.2025 --:-- Uhr | 04./05.10.2025 --:-- Uhr | - : -  |
| ŽRK Krivaja Zavidovići   | HK Slovan Duslo Šaľa             | - : - (- : -)            | - : - (- : -)            | - : -  |
| ŽRK Krivaja Zavidovići   | HK Slovan Duslo Šaľa             | - Zuschauer              | - Zuschauer              | - : -  |
| KPR Kobierzyce           | Üsküdar BSK                      | 27./28.09.2025 --:-- Uhr | 04./05.10.2025 --:-- Uhr | - : -  |
| KPR Kobierzyce           | Üsküdar BSK                      | - : - (- : -)            | - : - (- : -)            | - : -  |
| KPR Kobierzyce           | Üsküdar BSK                      | - Zuschauer              | - Zuschauer              | - : -  |
| Azeryol HK               | Union Korneuburg                 | 27./28.09.2025 --:-- Uhr | 04./05.10.2025 --:-- Uhr | - : -  |
| Azeryol HK               | Union Korneuburg                 | - : - (- : -)            | - : - (- : -)            | - : -  |
| Azeryol HK               | Union Korneuburg                 | - Zuschauer              | - Zuschauer              | - : -  |
| Cascada HC Garliava SM   | ŽRK Kumanovo                     | 27./28.09.2025 --:-- Uhr | 04./05.10.2025 --:-- Uhr | - : -  |
| Cascada HC Garliava SM   | ŽRK Kumanovo                     | - : - (- : -)            | - : - (- : -)            | - : -  |
| Cascada HC Garliava SM   | ŽRK Kumanovo                     | - Zuschauer              | - Zuschauer              | - : -  |
| AEK Athen                | UMF Selfoss                      | 27./28.09.2025 --:-- Uhr | 04./05.10.2025 --:-- Uhr | - : -  |
| AEK Athen                | UMF Selfoss                      | - : - (- : -)            | - : - (- : -)            | - : -  |
| AEK Athen                | UMF Selfoss                      | - Zuschauer              | - Zuschauer              | - : -  |
| Yellow Winterthur        | KHF Shqiponja                    | 27./28.09.2025 --:-- Uhr | 04./05.10.2025 --:-- Uhr | - : -  |
| Yellow Winterthur        | KHF Shqiponja                    | - : - (- : -)            | - : - (- : -)            | - : -  |
| Yellow Winterthur        | KHF Shqiponja                    | - Zuschauer              | - Zuschauer              | - : -  |
| PAOK Thessaloniki        | KHF Samadrexha                   | 27./28.09.2025 --:-- Uhr | 04./05.10.2025 --:-- Uhr | - : -  |
| PAOK Thessaloniki        | KHF Samadrexha                   | - : - (- : -)            | - : - (- : -)            | - : -  |
| PAOK Thessaloniki        | KHF Samadrexha                   | - Zuschauer              | - Zuschauer              | - : -  |
| WAT Atzgersdorf          | Holon Yuvalim HC                 | 27./28.09.2025 --:-- Uhr | 04./05.10.2025 --:-- Uhr | - : -  |
| WAT Atzgersdorf          | Holon Yuvalim HC                 | - : - (- : -)            | - : - (- : -)            | - : -  |
| WAT Atzgersdorf          | Holon Yuvalim HC                 | - Zuschauer              | - Zuschauer              | - : -  |
| Replasa Beti-Onak        | HK Halytschanka Lwiw             | 27.09.2025 18:00 Uhr     | 04.10.2025 18:00 Uhr     | - : -  |
| Replasa Beti-Onak        | HK Halytschanka Lwiw             | - : - (- : -)            | - : - (- : -)            | - : -  |
| Replasa Beti-Onak        | HK Halytschanka Lwiw             | - Zuschauer              | - Zuschauer              | - : -  |
| ŽRK Čair Skopje          | ŽRK Mlinotest Ajdovščina         | 27.09.2025 19:00 Uhr     | 04./05.10.2025 --:-- Uhr | - : -  |
| ŽRK Čair Skopje          | ŽRK Mlinotest Ajdovščina         | - : - (- : -)            | - : - (- : -)            | - : -  |
| ŽRK Čair Skopje          | ŽRK Mlinotest Ajdovščina         | - Zuschauer              | - Zuschauer              | - : -  |
| KHF Ferizaj              | Jomi Salerno                     | 04.10.2025 18:00 Uhr     | 05.10.2025 18:00 Uhr     | - : -  |
| KHF Ferizaj              | Jomi Salerno                     | - : - (- : -)            | - : - (- : -)            | - : -  |
| KHF Ferizaj              | Jomi Salerno                     | - Zuschauer              | - Zuschauer              | - : -  |
| Maccabi Arazim Ramat gan | ŽORK Bor                         | 04.10.2025 19:00 Uhr     | 05.10.2025 19:00 Uhr     | - : -  |
| Maccabi Arazim Ramat gan | ŽORK Bor                         | - : - (- : -)            | - : - (- : -)            | - : -  |
| Maccabi Arazim Ramat gan | ŽORK Bor                         | - Zuschauer              | - Zuschauer              | - : -  |

## Runde 3
An der dritten Runde nehmen 25 Sieger der 2. Runde sowie sieben gesetzte Mannschaften (Club Balonmano Atlético Guardés, IUVENTA Michalovce, Bursa Büyükşehir BSK, Madeira Andebol SAD, Haukar Hafnarfjörður, Házená Kynžvart und ŽRK Gjorče Petrov-ŽRK Skopje) teil.